# 팔레스타인 케피예

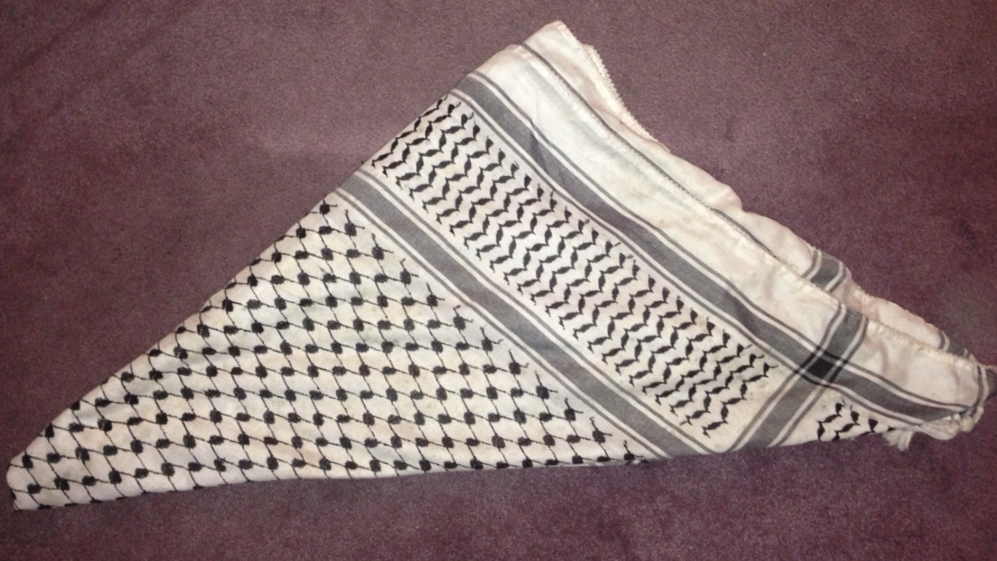
팔레스타인 케피예

팔레스타인 케피예(아랍어: كوفية, kūfiyya)는 특히 흑백 색상 무늬의 케피예(쿠피야)를 가리킨다.
하얀 케피예는 팔레스타인 농민들과 베두인족이 태양빛을 가리기 위해 오스만 제국 치하에서부터 전통적으로 써왔다. 이는 1936년~1939년 팔레스타인 아랍 봉기를 거치며 팔레스타인 민족주의와 저항의 상징으로 쓰였다.
중동과 북아프리카 이외의 지역에서 케피예는 팔레스타인 지지 활동가들의 인기를 얻었으며, 이스라엘-팔레스타인 분쟁의 팔레스타인인에 대한 연대를 뜻하는 상징으로 여겨진다.

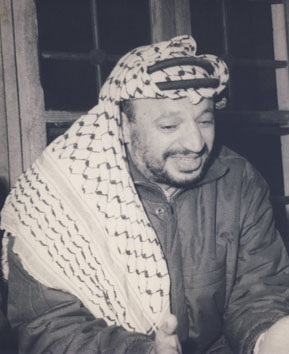
물고기 그물 양식의 흑백 케피예를 쓴 야세르 아라파트, 1974년

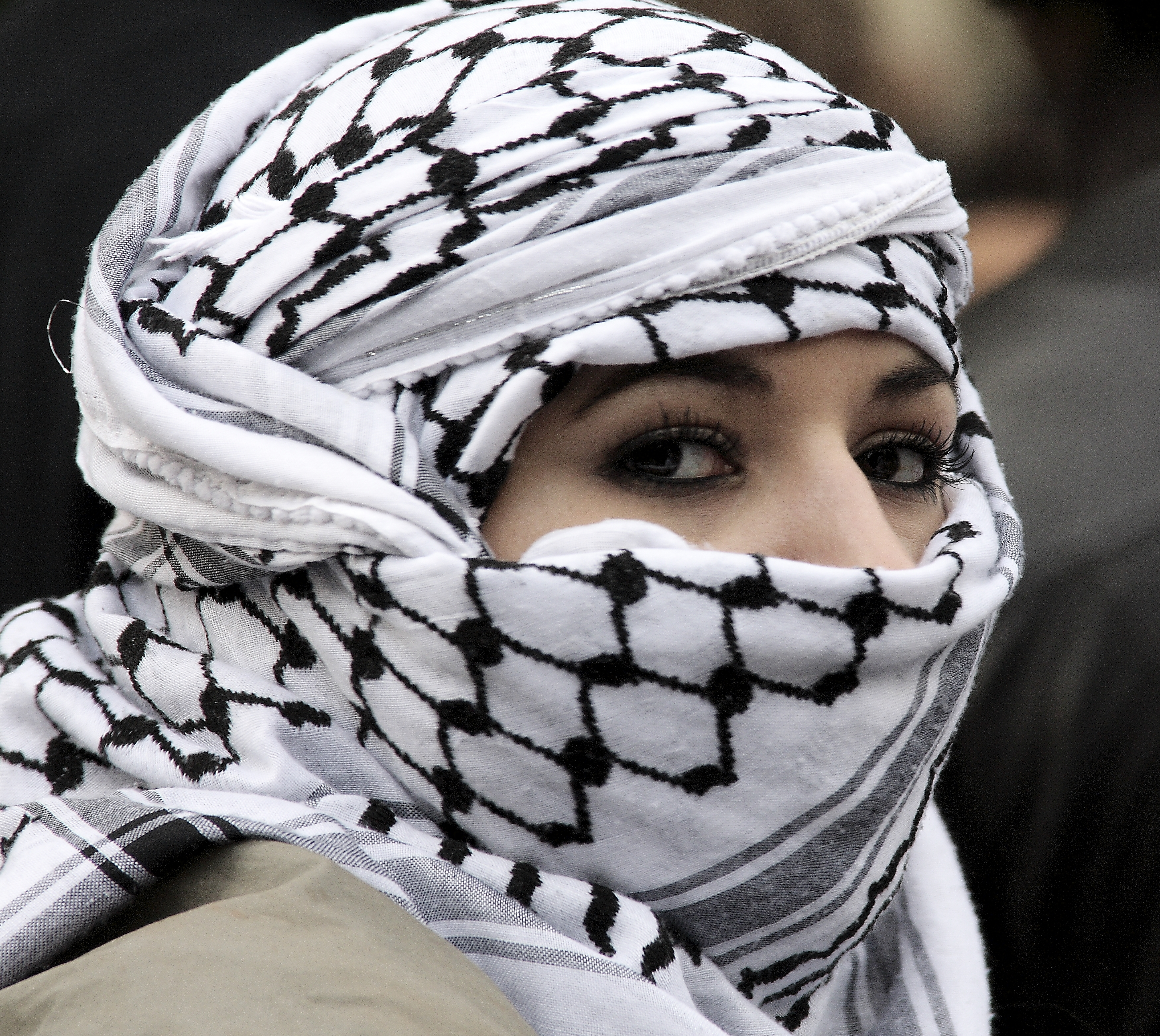
프랑스 파리에서 케피예를 쓴 여성, 2010년